# Agència Valenciana de Seguretat i Resposta a les Emergències
L'Agència Valenciana de Seguretat i Resposta a les Emergències (AVSRE) —o simplement Agència de Seguretat i Emergències— és un organisme autònom creat per la Generalitat Valenciana amb la Llei 4/2017, de 3 de febrer, adscrit a la Conselleria de Justícia, Interior i Administració Pública. Té com a objectiu minimitzar les conseqüències de qualsevol emergència que es produïsca en el País Valencià i vetlar per la seguretat. Gestiona els principals serveis d'emergències i seguretat valencians com ho són el Centre de Coordinació d'Emergències i el telèfon 112 Comunitat Valenciana, la Policia de la Generalitat, la coordinació de la Policia Local i l'Institut Valencià de Seguretat Pública (IVASPE).
L'Agència duu a terme el comandament operatiu, mentre que la gestió dels mitjans, tant personals com materials, dels serveis d'emergències de la Generalitat és a càrrec de la Societat Valenciana de Gestió Integral dels Serveis d'Emergències (SGISE).

## Creació
- L'Agència de Seguretat i Resposta a les Emergències va entrar en funcionament el 2015, abans de la creació de la Llei, però amb dependència directa de la Presidència de la Generalitat.[6][7]
- 3 de juny de 2016: les Corts Valencianes aproven l'avantprojecte de llei de l'Agència Valenciana de Seguretat i Resposta a les Emergències (AVSRE).[8][9]
- 17 de juny de 2016: s'aprova el Projecte de Llei pel qual es crea l'Agència Valenciana de Seguretat i Resposta a les Emergències.[10]
- El 3 de febrer de 2017, la Generalitat fa la Llei 4/2017 amb la qual es crea l'Agència com a organisme autònom. Publicada en el DOGV el 9 de febrer.[1]